# ReTuna
ReTuna Återbruksgalleria eller blot ReTuna er et butikscenter i Eskilstuna, Sverige, der udelukkende sælger genbrug eller recirkulerede vare. Det ligger i byens centrum og har et areal på omkring 3.000 m2, og består af 14 butikker, inklusive en sportsbutik, elektronikbutik, tøjbutik havecenter og en legetøjsbutik. 
Centret har omkring 700 besøgende om dagen og en omsætning på omkring $1,8 mio. i 2021